# Valderrodrigo
Valderrodrigo település Spanyolországban, Salamanca tartományban. Valderrodrigo Guadramiro, Encinasola de los Comendadores, Villasbuenas, Cabeza del Caballo, Valsalabroso és Barceo községekkel határos. Lakosainak száma 128 fő (2024).

## Népesség
A település népessége az elmúlt években az alábbi módon változott:
| Lakosok száma | 191  | 176  | 166  | 166  | 157  | 154  | 153  | 150  | 134  | 128  |
|               | 2001 | 2004 | 2007 | 2009 | 2012 | 2014 | 2017 | 2019 | 2022 | 2024 |